# Pseudostypella nothofagi
Pseudostypella nothofagi är en svampart som beskrevs av McNabb 1969. Pseudostypella nothofagi ingår i släktet Pseudostypella och familjen Auriculariaceae.   Inga underarter finns listade i Catalogue of Life.